# Integrazione nel culturismo

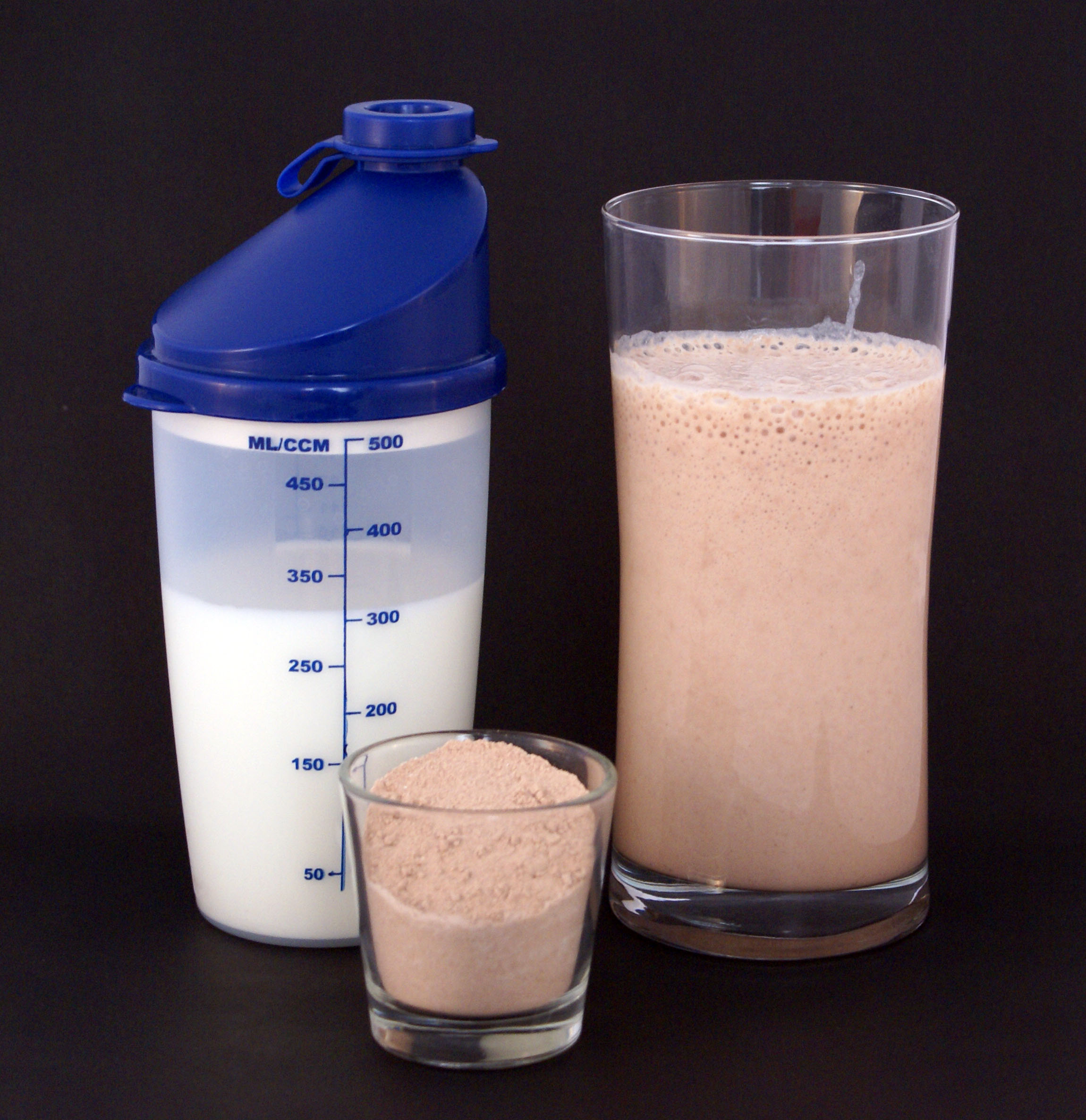
Una bevanda multi-proteica

Per integrazione nel culturismo si intende l'integrazione alimentare comunemente adottata da coloro che praticano culturismo o altri sport. Tali integratori possono sostituire i pasti, migliorare l'aumento di peso, promuovere la perdita di peso o migliorare le prestazioni atletiche. Tra i più usati si possono citare gli integratori vitaminici, proteine, amminoacidi ramificati (BCAA), glutammina, acidi grassi essenziali, prodotti sostitutivi dei pasti, creatina, prodotti per la perdita del peso o per l'aumento del testosterone.
A differenza degli steroidi anabolizzanti, che hanno lo scopo di alterare gli ormoni (principalmente il testosterone), aumentando la capacità di sforzo oltre il livello naturale, gli integratori sono considerati come un'aggiunta per cercare di alterare il livello di uno o più nutrienti nella dieta di un atleta . Mentre gli integratori per il culturismo sono normalmente consumati anche dal grande pubblico, le loro quantità e frequenza d'uso possono variare quando utilizzati in modo specifico dai culturisti.
Le vendite annuali di integratori per il culturismo nei soli Stati Uniti ammontano a circa 2,7 miliardi di dollari, secondo quanto riportato dalla rivista Consumer Reports.